# Nyur Lembang
Nyur Lembang is een bestuurslaag in het regentschap West-Lombok van de provincie West-Nusa Tenggara, Indonesië. Nyur Lembang telt 3140 inwoners (volkstelling 2010).